# Christoff van Heerden
Christoff van Heerden (né le 13 janvier 1985 à Benoni) est un coureur cycliste sud-africain, faisant carrière sur route.

## Palmarès
- 2006
  - Powerade Dome 2 Dome Cycling Spectacular
  - 5e étape du Tour de Maurice
- 2007
  - Amashova National Classic
- 2008
  - Tour de Hong Kong Shanghai
    - Classement général
    - 1re, 3eb et 5e étapes

  - 2e du Tour de Pennsylvanie
  - 2e du Intaka Tech Worlds View Challenge 4
  - 3e du Intaka Tech Worlds View Challenge 3
- 2009
  -  Champion d'Afrique du contre-la-montre par équipes (avec Reinardt Janse van Rensburg, Ian McLeod et Jay Robert Thomson)
- 2010
  -  Champion d'Afrique du Sud sur route
- 2011
  - 3e du championnat d'Afrique du Sud sur route

## Classements mondiaux
| Année            | 2005 | 2006 | 2007 | 2008 | 2009 | 2010 | 2011 |
| ---------------- | ---- | ---- | ---- | ---- | ---- | ---- | ---- |
| UCI Africa Tour  | 39e  | 112e | 184e | 4e   | 33e  | 7e   | 65e  |
| UCI America Tour |      |      |      | 63e  |      |      |      |
| UCI Asia Tour    |      |      |      |      | 17e  | 301e | 160e |
| UCI Europe Tour  |      |      | 670e |      |      |      |      |